# Tirumalai Krishnamacharya
 (mars 2025).
Tirumalai Krishnamacharya (né le 18 novembre 1888 à Muchukundapuram, district de Chitradurga, Mysore, Inde britannique — mort le 28 février 1989 à Madras, Tamil Nadu, Inde) est un professeur de yoga de réputation internationale, considéré comme l'un des pères de l'expansion du yoga en Occident, spécialiste de la philosophie indienne et de l'ayurveda.
Fils de Sri Tirumalai Srinvasa Tattacharya, professeur reconnu des Veda, et de Shrimati Ranganayakamma, il est l'aîné de leur six enfants. Durant sa jeunesse, Krishnamacharya parcourt l'Inde afin d'étudier les six darśana (philosophies indiennes) : Nyāya, Vaiśeṣika, Sāṃkhya, Yoga, Pūrva-Mīmāṃsā et Vedānta. 
Parmi les étudiants dont il avait la charge, certains sont devenus des professeurs influents : B.K.S. Iyengar, Pattabhi Jois, Indra Devi et ses propres fils : T.K.V. Desikachar et  Sri T.K. Sribhashyam, fondateur de l'École de yoga dite « Yogakshemam ». Il ne quittera jamais son Inde natale, mais son influence s'étend au delà de ce pays.

## Fondateur du yoga actuel: sa lignée
L'enseignement de B.K.S. Iyengar et Shri K. Patthabi Jois est basé sur leurs propres expériences avec Krishnamacharya dans les années 1930 à Mysore, quand ils étaient tous les deux de jeunes hommes. Leur style respectif en reste profondément marqué en ce que chacun reflète une forme de yoga dynamique approprié à de jeunes constitutions et particulièrement centré sur la pratique posturale (āsana). Toutefois, les professeurs comme T.K.V. Desikachar,  Sri T.K. Sribhashyam, A.G. Mohan, Indra Devi et Srivatsa Ramaswami transmettent une plus large partie des enseignements de Krishnamacharya. Ce mode de yoga, dépassant la seule pratique des asana, s'adapte à l'élève, tenant compte de sa santé, de son énergie, de son physique, de son sexe, de son âge ainsi que du lieu de la pratique.

## Biographie
Sri Krishnamacharia naît au village de Muchukundapuram, dans le district de Chitradurga du Royaume de Mysore, parmi une famille d'Iyengars, une communauté de religieux vishnouïtes tamouls installée dans le sud du Deccan. Il serait un descendant de grands dévots au service du temple du Seigneur des Sept Collines, Shri Venkateshvara de Tirumalai (Vishnou), eux-mêmes descendants du sage Nâthamuni, figure majeure du sri vishnouisme, une obédience vishnouïte retrouvée dans le sud de l'Inde. 

### Études
Krishnamacharya a commencé l'étude du sanskrit (oral et écrit) avec son père dès l'âge de cinq ans. Il dit avoir reçu à douze ans les enseignements originels d'un long texte yogique perdu, le Yoga Rahasya du sage Nathamuni. Après qu'il a rapporté à ses proches cette expérience mystique, sa famille part s'installer à Mysore, plus grande ville à ce moment, de ce qui correspond aujourd'hui à l'état indien du Karnataka, afin que le jeune Krishnamacharya puisse recevoir une formation plus formelle. 
À l'âge de dix-huit ans, Krishnamacharya quitte sa maison pour étudier l'université à Bénarès. Tandis qu'il concentre ses études sur la logique et le sanskrit, il travaille auprès de Bramhashri Shivakumar Shastry, « l'un des plus grands grammairiens de l'époque ». Après avoir quitté l'université, il retourne à Mysore, étudie le Vedānta et apprend également à jouer de la vînâ, un des plus anciens types de luth ou de cithare en Inde. 
En 1914, il revient à Bénarès pour suivre des classes au Queens College où il obtiendra un diplôme universitaire en théorie du yoga et en philosophie Samkhya. Pendant la première année, il reçoit peu ou pas d'aide financière de sa famille, si bien que, pour manger, il suit les règles qui ont été établies pour certains mendiants religieux : seulement approcher sept ménages chaque jour et offrir une prière « en échange de farine de blé pour la mélanger avec de l'eau et en faire des galettes ». Krishnamacharya a ensuite quitté Queens College pour étudier les six darshanas ou philosophies védiques à l'université de Patna.

### Débuts dans la pratique du yoga

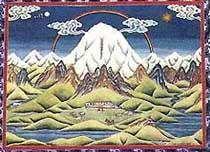
Ancien tangka représentant le Mont Kailash.

Pendant toute cette période, Krishnamacharya continue à pratiquer le yoga que son père lui a enseigné quand il était jeune garçon. Plusieurs de ses instructeurs ont décelé ses aptitudes dans cette discipline, ont encouragé ses progrès et lui ont demandé d'enseigner aux enfants. Pendant les périodes de vacances, il entreprend des pèlerinages dans l'Himalaya. C'est lors d'un de ces voyages qu'il décide de rencontrer Sri Ramamohan Brahmachari, un professeur de yoga réputé vivant dans les montagnes.  
Il se rend alors au Tibet, et finit par trouver l'« école » de Sri Brahmachari qui est en fait une grotte au pied du mont Kailash. Il y passe sept ans à étudier « les Yoga Sūtra de Patañjali, les āsana et le prāṇāyāma, ainsi que les aspects thérapeutiques de yoga »,. Comme le veut la tradition, à la fin de ses études avec Sri Ramamohan, Krishnamacharya lui demande comment le payer pour son enseignement. À quoi Ramamohan lui répond qu'il doit « prendre une épouse, élever ses enfants et devenir un professeur de yoga »,. 

### L'enseignant
Krishnamacharya retourne en Inde du Sud étudier l'Ayurveda, la pratique médicale traditionnelle de l'Inde, aussi bien que Nyaya, « une école védique de la logique ». En 1924, le Maharaja de Mysore l'invite à ouvrir une école de yoga, dans laquelle il enseignera jusqu'en 1955. Le maharaja voit dans le yoga une aide pour traiter ses nombreux maux. Le Maharaja est si impressionné par Krishnamacharya qu'il l'invite à l'enseigner à la famille royale et lui donne l'aile d'un palais voisin pour ouvrir une école de yoga. Parce que plusieurs de ses étudiants, de cette époque, étaient des garçons dynamiques, il a développé un modèle vigoureux de yoga visant à construire la force et la vigueur, connu aujourd'hui au travers du populaire Ashtanga vinyasa Yoga. Il devient le conseiller de confiance du Maharaja, et est autant recherché comme instructeur que comme guérisseur de yoga. Après l'indépendance de l'Inde, un des premiers actes des nouveaux politiques indiens est de détrôner le Maharaja mettant fin à son long règne, ainsi qu'au soutien que reçoit Krishnamacharya.
Après avoir quitté Mysore, Krishnamacharya se rend à Bangalore pendant deux années, puis il est invité par un avocat renommé à se rendre à Madras, afin qu'il l'aide à guérir d'une paralysie. À l'âge de soixante ans, la réputation de Krishnamacharya de professeur strict et intimidant s'est adoucie. Il développe un aspect compatissant, plus doux, de l'enseignement. Krishnamacharya a habité et a enseigné à Madras jusqu'à sa mort en 1989 à l'âge de cent ans. Bien que beaucoup l'aient considéré comme un maître de yoga, lui continuait à s'appeler élève parce qu'il s'estimait toujours « étudiant, explorant et expérimentant la pratique ».

## Yoga thérapeutique
Krishnamacharya « pensait que le yoga est le plus grand cadeau de l'Inde au monde » ; bien que beaucoup de gens approchent le yoga comme une pratique spirituelle, Krishnamacharya y a également incorporé beaucoup de soins physiques, parce qu'il est difficile pour une personne de se développer si elle souffre dans son corps à cause d'une maladie. Les enseignements que Krishnamacharya a reçus de son père et d'autres instructeurs lui ont montré que chaque personne est « absolument unique ». Et il estimait que la partie la plus importante de la transmission du yoga était d'« enseigner à l'étudiant selon sa capacité au moment présent ». Autrement dit, la voie d'accès du yoga doit s'enseigner de « manière différente pour des personnes différentes » et chaque personne doit recevoir un enseignement qu'elle comprenne clairement. En raison de cette approche individualisée, il est impossible d'expliquer le processus d'enseignement de Krishnamacharya dans sa complétude.
Krishnamacharya était non seulement un instructeur de yoga, mais il était également considéré comme un praticien de médecine ayurvédique et « détenteur de l'immense connaissance de la nutrition, de la médecine des herbes, de l'utilisation d'huiles, et d'autres remèdes ». Grâce à cela, il a pu approcher les problèmes d'un individu d'une façon bien documentée. Quand il commençait à travailler avec une personne, il se livrait à un examen détaillé, afin de choisir la voie la plus efficace. Il prenait le pouls, examinait la couleur de la peau, écoutait la qualité du souffle, entre autres choses. Pour établir son diagnostic, Krishnamacharya recherchait ce qui « a dérangé ou a gêné l'union harmonieuse du corps, de l'esprit, et du spirituel ». Quoiqu'une maladie soit localisée dans une zone particulière, il savait que ses effets se répercutaient sur d'autres systèmes dans le corps, tant au niveau physique que mental. Après l'examen initial, il demandait à la personne si elle pensait pouvoir suivre ses conseils. Il posait cette question parce qu'il savait que si elle ne pouvait pas lui faire confiance entièrement, il y avait peu de chance qu'elle guérisse. Si la réponse était positive, « la médiation curative commençait » mais si la personne montrait de l'hésitation, il la renvoyait.
Une fois qu'une personne commençait à voir Krishnamacharya, il travaillait avec elle à différents niveaux. Entre autres, il ajustait leur régime, préconisait des traitements à base de plantes et donnait à pratiquer une série de postures de yoga qui lui serait bénéfiques. Dans la formation à la pratique du yoga qu'il donnait à ses patients, Krishnamacharya soulignait en particulier l'importance de combiner le travail du souffle (pranayama) avec les postures (asana) de yoga et la méditation (dhyana) pour atteindre le but désiré. Il continuait à voir la personne approximativement une fois par semaine pour surveiller ses progrès, jusqu'à ce qu’elle soit guérie.
Alors même que Krishnamacharya soutenait que les textes de yoga les plus importants étaient les Yoga Sūtra de Patanjali, le Yoga Rahasya de Nathamuni et la Bhagavad-Gītā, sa plus grande force était sa capacité à prendre « l'enseignement classique du yoga et de la philosophie indienne » et de les combiner dans un cadre moderne. En faisant ceci il pouvait raviver la pratique du yoga de sorte qu'elle soit « précise et puissante ».

#### Ouvrages de Tirumalai Krishnamacharya
- Yogarahasya de Sri Nathamuni (trad. de l'anglais), Agamat, 1996, 187 p. (ISBN 978-2-911-16608-2)
- (en) T. Krishnamacharya et Kausthub Desikachar (Ed.), Yoga Makaranda: The Nectar Of Yoga, Media Garuda, 2011, 268 p. (ISBN 978-8-192-07161-9)

#### Études
- Kausthub Desikachar, Krishnamacharya Yoga Mandiram. « https://www.kym.org/abt_kym.html#1 »(Archive.org • Wikiwix • Archive.is • Google • Que faire ?)
- (en) T.K.V. Desikachar, Health, Healing & Beyond. Yoga and the Living Tradition of T. Krishnamacharya, New York, The Aperture Foundation, 1998 (ISBN 0-893-81941-7). Reprint North Point Press, 2011, 240 p.  (ISBN 978-0-865-47752-0)
- (en) T.K.V. Desikachar, The Heart of Yoga. Developing a Personal Practice, Rochester (VT), Inner Traditions International, 1999, 244 p. (ISBN 0-892-81764-X).
- (en) Kausthub Desikachar, The Yoga of the Yogi. The Legacy of T. Krishnamacharya, North Point Press, 2011, 240 p. (ISBN 978-0-865-47753-7)
- Philippe Filliot, Un yoga occidental. L'enseignement viniyoga de Krishnamacharya à aujourd'hui, Paris, Almora, coll. « Spiritualités pratiques », 2018, 224 p. (ISBN 978-2-351-18369-4)
- (en) M. Alan Kazlev, « The Six Darshanas », sur malankazlev.com, 1998 (consulté le 22 mars 2025).
- (en) A.G. Mohan (en), Krishnamacharya. His Life and Teachings, Boston, Shambala, 2010, 176 p. (ISBN 978-1-590-30800-4)
- (en) Fernando Pagés-Ruiz, « Krishnamacharya's Legacy: Modern Yoga's Inventor », sur YogaJournal.com, 20 janvier 2025 (consulté le 22 mars 2025).